# 64 v. Chr.
Portal Geschichte | Portal Biografien | Aktuelle Ereignisse | Jahreskalender | Tagesartikel

◄ |
2. Jahrhundert v. Chr. |
1. Jahrhundert v. Chr. |
1. Jahrhundert |
►

◄ | 80er v. Chr. | 70er v. Chr. | 60er v. Chr. | 50er v. Chr. |
40er v. Chr. |
►

◄◄ | ◄ | 67 v. Chr. | 66 v. Chr. | 65 v. Chr. | 64 v. Chr. |
63 v. Chr. |
62 v. Chr. |
61 v. Chr. |
► |
►►
Staatsoberhäupter

## Ereignisse
- Rom führt unter der Leitung Gnaeus Pompeius Kriege in Kleinasien. Dieser richtet im ehemaligen Bithynien und dem Reich Pontos von Mithridates VI. die Provinz Bithynia et Pontus ein.
- Antiochia wird Hauptstadt der römischen Provinz Syria.

## Geboren
- Gaius Iulius Hyginus, römischer Gelehrter und Autor († 17 n. Chr.)
- Marcus Valerius Messalla Corvinus, römischer General und Autor († 8 n. Chr.)
- um 64 v. Chr.: Nikolaos von Damaskus, griechischer Historiker und Philosoph

## Gestorben
- Antiochos XIII., König des Seleukidenreiches (* 85 v. Chr.)